# 3 Amigonautes
Les 3 Amigonautes ou Les Trois Amigonautes est une série télévisée d'animation canadienne en 52 épisodes de 22 minutes, créée par le scénariste et réalisateur de Bienvenue chez les Loud Kyle Marshall (en) et diffusée en 2017. La production est dirigée par Mike Geiger et David Brown.
La série a été diffusée à l'origine sur la chaîne YTV entre le 5 août 2017 au Canada et s'est terminée le 28 septembre 2017. 
En France, la série est diffusée sur Canal+ Family et Télétoon+.
Au Québec, à partir du 8 janvier 2018 sur Télétoon et depuis l'automne 2018 sur La Chaîne Disney.

## Synopsis
La série se déroule dans le futur lointain de la Terre et suit trois meilleurs amis maladroits, qui sauvent la Terre de la destruction totale et sont appelés héros.   
Situé dans le futur lointain de la Terre, trois amis, adorablement téméraires, sont membres de l'académie spatiale la plus prestigieuse du système solaire, dirigée par un colonel autoritaire. Herby, Kirbie et Burt vivent des aventures galactiques totalement décapantes et transforment les plus petites tâches en aventures intergalactiques folles. 

### Voix originales
- Andrea Libman : Herby
- Grey DeLisle : Kirbie
- Eduardo Franco : Burt
- Joseph Motiki : Woody
- Clé Bennett : Colonel Cork
- Kyle Rideout : President Skillsworthy
- Brian Froud : Professor Mybad
- Zachary Bennett : Donnie DeWayne
- Lauren Holly : Betty Soo
- Melanie Leishman : Donettes

### Voix québécoises
- Hugolin Chevrette : Herby
- Rachel Graton : Kirbie
- Renaud Paradis : Burt
- François L'Écuyer : Colonel Cork
- Maxime Desjardins-Tremblay : Donnie

Studio d'enregistrement : Studio SPR ; adaptation : Benjamin Durand ; direction : Benoit Éthier, Hélène Mondoux

## Épisodes
1. Courage, amigos !
2. Un bon gros hamburger
3. À nous la gloire
4. Gare aux épulpeurs
5. L'affaire n'est pas dans le sac
6. Dites atchoum !
7. Kirbie la destructrice
8. Des fleurs pour prunelle
9. Resto rapide et dangereux
10. Les amigonettes
11. Un après-midi de hot-dog
12. L'école du roc
13. Pour quelques prunelles de plus
14. Le mal a un nom...
15. Les camps forment la jeunesse
16. Deux c'est trop
17. Opération Unikraken
18. Boufy et moi
19. La fugitive
20. La communauté du canardeau
21. L'adieu aux bras de fer
22. L'attrape-mensonges
23. Désamorçage de petits gâteaux
24. Une histoire dont vous êtes le fromage
25. Monture, monture
26. Burt et le docteur boum !
27. Un air de génie
28. La colonie
29. Le choc des générations
30. Traitement particulier
31. L'invasion des grignoteurs
32. L'effroyable Kiburbie
33. Seule au monde
34. L'homme qui murmurait à l'oreille des pierres
35. L'amour du risque
36. L'ami-balle
37. Le super club des spatio-explorateurs
38. Vigiles vigilants !
39. Paix, amour et malentendus
40. Le jeune grincheux
41. Que la force du 4e amigonaute soit avec toi !
42. La meilleure recrue
43. La reine des abeilles !
44. Une grimace qui ne laisse pas de glace
45. Le colonel Bouteille
46. Amigo télé
47. Nuit de pleine lune partie 1
48. Nuit de pleine lune partie 2
49. Adepte de la bronzette
50. Décision unilatérale
51. Étudier, feinter ou partir partie 1
52. Étudier, feinter ou partir partie 2

## Univers de la série

### Personnages
- Burt : Le garçon avec une tête et un torse comme une masse solide aux cheveux bruns. Il est de taille moyenne.
- Herby : Le conducteur aux cheveux bleus et à la tête plus grosse que le torse. Il est le plus petit des trois.
- Kirbie : La plus grande des trois. Elle a les cheveux verts.
- Woody : La camionnette de l'école qui parle aux Amigonautes via une radio.
- Donnie : Le rival du trio qui devient brièvement un quatrième Amigonaute.
- Les Donnettes : Les fangirls de Donnie.
- Commandant Evil